# Любим

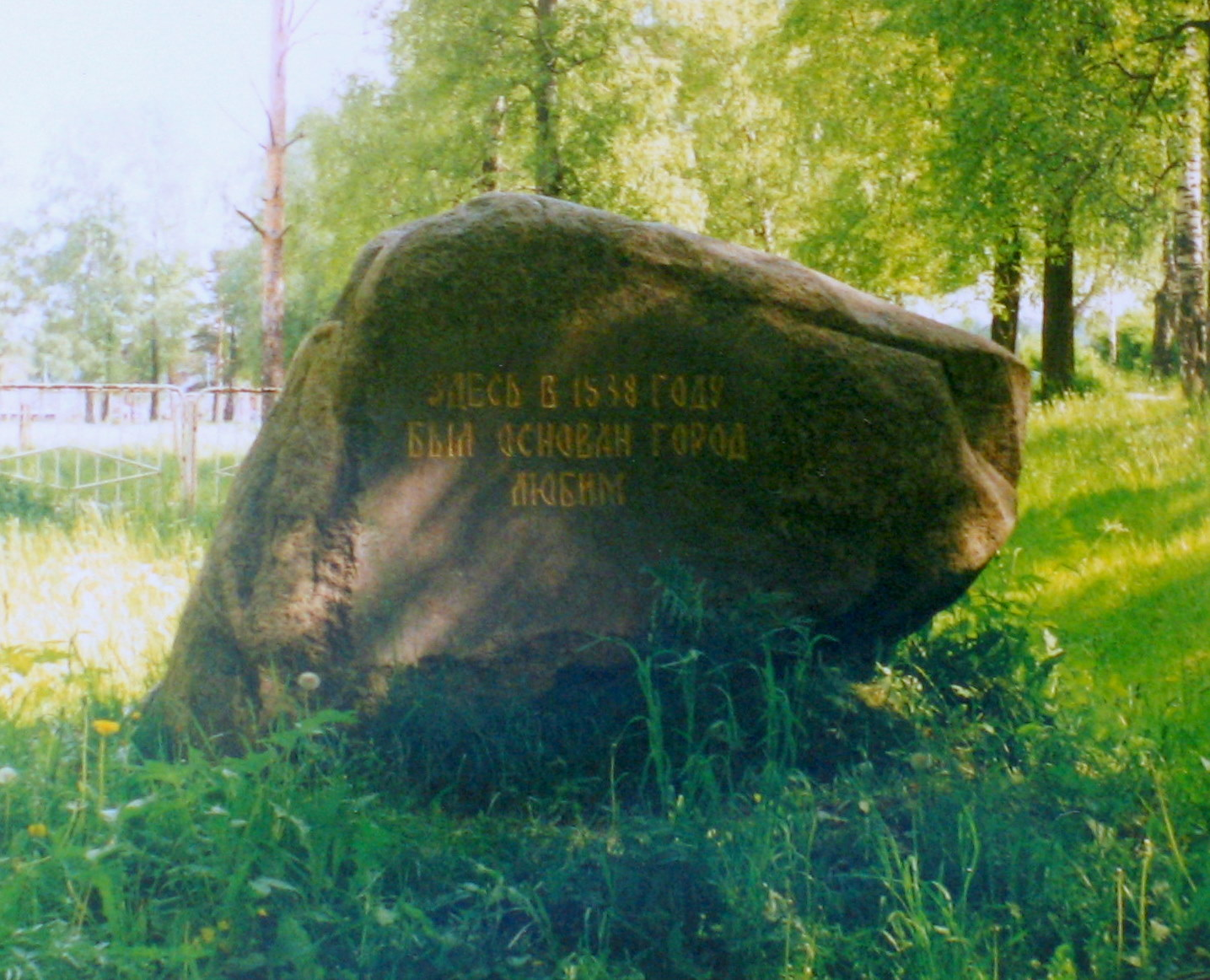
Камень на месте основания города

Люби́м — город (с 1777) в России, административный центр Любимского района Ярославской области и городского поселения Любим.

## География
Находится на северо-востоке Ярославской области. Расположен при впадении реки Учи в реку Обнору (приток реки Костромы).

## История
«Галический летописец» сообщает: В лето ЗМГ (7043) (1534) приходили татаровя и черемисы в осень. И того году заложили Любим да Буй два городка и поставили.
Самое раннее известное упоминание о Любиме зафиксировано в актах храма села Воскресенского, бывшего Воскресенского монастыря, что на Обноре: «Преставился преподобный отец наш Сильвестр игумен, Обнорский чудотворец, в лето от Адама 6887-е от Христа 1379 года, месяца апреля в 25 день. Положены быша честные и святые его мощи в созданном от него монастыре Воскресения Христова близ пригородка Любима на реке Обноре». По мнению многих историков, населенный пункт Любим возник задолго до присвоения ему статуса города. Известный знаток Ярославской старины Ив. Троицкий пишет о нем как об одном из старейших селений «в стороне любимской». Историки Н. М. Карамзин и С. М. Соловьев относятся к Любиму как к «местечку», существовавшему до появления сведений о нём в исторических документах. Доктор исторических наук, консультант ГИМ Москвы М. В. Щепкина находит, что населенный и торговый пункт Любим вместе со слободкой Московского Симонова монастыря существовал много ранее, чем стал он защищенным, получившим название и права города. Позднее город Любим упоминается в Галичском летописце: «В лето 7043 (1534) приходили татаровя и черемисы в осень. И того году заложили Любим да Буй два городка и поставили». На момент упоминания в Галичском летописце в 1535 году города Любим Ивану Грозному было 5 лет. Известна грамота 1538 года матери царя Ивана Васильевича Елены Глинской на построение крепости на стрелке рек Обноры и Учи для защиты местных жителей от набегов казанских татар.
В 1560-1568 годах Любим был местом ссылки Иоганна Вильгельма фон Фюрстенберга, бывшего ландмейстера Ливонского ордена, попавшего в русский плен после падения крепости Феллин. 
В царской грамоте от 15 сентября 1586 года Любим называется станом.
В начале XVII века в Любиме значится воеводская канцелярия, Любимский экономический казначей. Около 1724—1726 года писался Любимским дистриктом. До открытия в Костроме губернии, Любим числился в костромской провинции и для мещанства имел ратушу в зависимости от Костромского провинциального магистрата. В первые годы царствования императрицы Екатерины II Любим числился вторым городом в Костромской провинции; с уездом в нем тогда считалось 28 503 души. 
По одной версии, название происходит от русского личного имени Любим, по другой — от того, что царь любил проводить здесь соколиную охоту, но документально она на сегодняшний день не подтверждена. В Жизнеописании преподобного Геннадия Любимоградского и Костромского повествуется о том, что преподобный Геннадий будучи в Москве по делам навестил дом боярыни Юлиании Фёдоровны, жены Романа Юрьевича Захарьева, и, благословляя её детей, предсказал ей, что её дочь Анастасия будет царицей — та действительно стала женой царя Ивана Грозного.
С 1777 года — уездный город Любим. В первой половине XIX века в Любиме было всего 6 каменных домов. В конце XIX века любимцам принадлежал ряд трактиров и кабаков в Петербурге: «любимцы, французы и татары держали в своих руках все трактирное дело нашей столицы», — писал тогда один журналист. На начало XX века в городе было 3000 жителей, 2 больницы, 2 библиотеки, 4 школы, банк.
С конца XIX века по 1960-е годы численность населения города, хоть медленно (всего чуть более чем в 2 раза), но увеличивалась, а затем стала снижаться.

## Современный город
Площадь территории современного городского поселения Любим составляет 11 кв. км. Уличная сеть имеет радиально-кольцевую структуру. В городе 43 улицы, 2 общеобразовательные школы,МУ ДО ДЮСШ, аграрной-политехнический колледж, МУК «Любимский районный Дом культуры», МОУ ДОД «Детская музыкальная школа», МУ «Любимский информационно-методический центр», МУК «Любимская централизованная библиотечная система» (Библиотека им. А. С. Пушкина), «Любимская центральная районная больница», Центр детского творчества.
День города — первая суббота августа, с 7 утра до 23 вечера.

## Герб города
Герб Любима был Высочайше утверждён 31 августа (11 сентября) 1778 год императрицей Екатериной II вместе с другими гербами городов Ярославского наместничества (ПСЗ, 1778, Закон № 14765) Закон № 14765 в Полном собрании Законов Российской империи датирован 20 июня 1778 года, но на приложенных к нему рисунках гербов дата утверждения гербов обозначена — 31 августа 1778 года. Официальное описание герба таково: «Щит разделён пополам: из зелёного поля, разделанного чёрным на несколько частей, выходящий медведь, в серебряном поле, доказывая, что сей город принадлежит Ярославскому наместничеству». Герб Любима был сочинён товарищем герольдмейстера коллежским советником И. И. фон Энденом. В 1863 году, в период геральдической реформы Кёне, был разработан проект нового герба уездного города Любима Ярославской губернии (официально не утверждён): «В серебряном щите зелёная зубчатая стена с серебряными швами. В вольной части герб Ярославской губернии. Щит увенчан серебряной стенчатой короной и окружён золотыми колосьями, соединёнными Александровской лентой».
В советское и постсоветское время решение о восстановлении исторического герба Любима (или создания нового) в качестве официального символа города не принимались. Герб Любима в Государственный геральдический регистр не внесён.

## Население
| 1856  | 1897  | 1913  | 1926  | 1939  | 1959  | 1970  | 1979  | 1989  | 1992  | 1996  |
| ----- | ----- | ----- | ----- | ----- | ----- | ----- | ----- | ----- | ----- | ----- |
| 2200  | ↗3000 | ↗3300 | ↗3700 | ↗7117 | ↗7619 | ↗7722 | ↘7374 | ↘7074 | ↘6900 | ↘6700 |
| 1998  | 2000  | 2001  | 2002  | 2003  | 2005  | 2006  | 2007  | 2008  | 2009  | 2010  |
| ↘6500 | ↘6400 | →6400 | ↘6254 | ↗6300 | ↘6000 | →6000 | ↘5874 | ↘5800 | ↘5721 | ↘5555 |
| 2011  | 2012  | 2013  | 2014  | 2015  | 2016  | 2017  | 2018  | 2019  | 2020  | 2021  |
| ↘5500 | ↘5341 | ↘5328 | ↘5177 | ↘5150 | ↘5137 | ↘5125 | ↘5076 | ↘5068 | ↘5039 | ↘5037 |

На 1 января 2025 года по численности населения город находился на 1070-м месте из 1124 городов Российской Федерации.
Смертность составляет на 2006 год 22,7 человек на 1000 жителей, в то время как рождаемость составила 14,2 человек на 1000 жителей. Просматривается тенденция к уменьшению смертности и увеличению рождаемости (даже в большей степени, чем по всей Ярославской области). 
Национальный состав
По итогам переписи населения 2020 года проживали следующие национальности (национальности менее 0,1 % и другое, см. в сноске к строке «Другие»):
| Национальность | Численность, чел. | Доля     |
| -------------- | ----------------- | -------- |
| Русские        | 4969              | 98,65 %  |
| Украинцы       | 13                | 0,26 %   |
| Цыгане         | 8                 | 0,16 %   |
| Татары         | 7                 | 0,14 %   |
| Молдаване      | 6                 | 0,12 %   |
| Белорусы       | 6                 | 0,12 %   |
| Другие         | 28                | 0,55 %   |
| Итого          | 5037              | 100,00 % |

## Промышленность
Градообразующие предприятия города невелики. Основными из них являются:
- ОАО «Любимский лесокомбинат»
- ОАО «Любимская сельхозтехника»
- АО  «Любимхлеб»
- а также швейный цех

Поставщики коммунальных услуг:
- Электроснабжение — ОАО «Ярославская сбытовая компания», обслуживание — АО «Ярославская электросетевая компания»
- Теплоснабжение — Любимский МУП ЖКХ (3 отопительные газовые котельные)
- Водоснабжение — Любимский МУП ЖКХ (источник водопотребления — река Уча, производительность станции — 600 м3/сут), часть предприятий имеют собственные скважины
- Водоотведение — Любимский МУП ЖКХ (объём сточных вод — 500 м3/сут), некоторые предприятия не подключены к городской канализации

## Транспорт[36]
Грузопассажирские перевозки производятся железнодорожным и автомобильным транспортом. Железнодорожная станция Любим относится к Буйскому отделению Северной железной дороги.
К городу подходят три асфальтированные межмуниципальные автомобильные дороги:
- Любим — Буй
- Любим — Пречистое
- Любим — Ярославль

Автостанция расположена на улице Ленина, в центре города.
- 1. Автостанция Любим — улица Полевая — Автостанция — Отрадный — Автостанция — Подстанция — Автостанция Любим;
- 4. Любим — Филиппово — поворот на Понизовки — Булаково — Любим
- 5. Любим — Филиппов — Карганово — Любим
- 101. Любим — Пречистое
- 509. Ярославль — Любим (через Середу)
- 520. Любим — Ярославль (через Середу до КДП "Заволжье"; через Середу до автовокзала; через Середу с заездом в Филиппово до автовокзала; через Данилов до автовокзала)
- 522. Любим — Ярославль (через Данилов)

## СМИ
- Любимская районная массовая газета «Наш край»[37]
- Радиоканал «Говорит Любим» (до 2009 года)[38]

## Достопримечательности
Ранее в городе было пять действующих церквей, сейчас три. Церкви и часовни:
- Казанская церковь (1739) — недействующая
- Тихвинская церковь (1786) — действующая
- Троицкая церковь (1739) — действующая
- Богоявленский собор (1798) — восстанавливается
- Крестовоздвиженская церковь (1812—1825) — недействующая
- Церковь Рождества Иоанна Предтечи (1769) — действующая
- Введения во храм Пресвятой Богородицы (1786) — действующая
- Часовня Александра Невского (1888) — действующая

Из достопримечательностей:
- Центральная городская площадь
- Торговые ряды (конец XVIII века)
- Бывшая земская аптека
- Дом уездного Совета (ул. Раевского, 2)
- Обнорская набережная
- Пешеходный мост через Обнору
- Музей — МУК «Любимский историко-краеведческий музей»[39].

Парки:
- Старинный городской парк — ландшафтный памятник природы регионального значения
- Сосновый бор Отрадный — особо охраняемый природный объект[40], расположен в заречной части города и в пределах поселка Отрадный

## Памятники церковной архитектуры
Ранее в городе было пять действующих церквей, сейчас только две. Церкви и часовни:
- Казанская церковь (1739) — действующая
- Тихвинская церковь (1786) — действующая
- Троицкая церковь (1739) — недействующая
- Богоявленский собор (1798) — восстанавливается
- Крестовоздвиженская церковь (1812—1825) — недействующая
- Церковь Рождества Иоанна Предтечи (1769) — действующая
- Введения во храм Пресвятой Богородицы (1786) — действующая
- Часовня Александра Невского (1888) — действующая

## Известные люди
Герои Советского Союза
- Дышинский, Владимир Александрович (1923—1944) — лейтенант Красной Армии.
- Иванов, Николай Павлович (1908—1943) — майор Красной Армии.
- Смирнов Владимир Васильевич (1902—1943) — полковник, командир авиаполка.
- Субботин, Серафим Павлович (1921—1996) — лётчик-истребитель ВВС СССР.

Уроженцы
- Воронин, Сергей Алексеевич (1913—2002) — писатель, прозаик.
- Воскресенский, Дмитрий Иванович (1926—2021) —  доктор технических наук.
- Жадовская, Юлия Валериановна (1824—1883) — поэтесса.
- Кузнецов, Михаил Павлович (1941—2007) — шахматный композитор.
- Митрополит Григорий (в миру Петров, Андрей Владимирович) (род. 1974) — архиерей Русской православной церкви. Митрополит Екатеринодарский и Кубанский, глава Кубанской митрополии с 15 апреля 2021 года.
- Романов, Борис Леонидович (род. 1942) — народный артист России.
- Трефолев, Леонид Николаевич (1839—1905) — поэт, публицист. Автор слов к песням «Когда я на почте служил ямщиком», «Комаринский мужик» и других.

Прочие
В 1560 году при взятии крепости Феллин попал в плен ландмейстер Тевтонского ордена в Ливонии Иоганн Вильгельм фон Фюрстенберг, по указу Ивана Грозного он был сослан в Любим, где, возможно, и умер не ранее 1568 года.
Некоторое время в Любиме жил венгр Рудольф Гарашин, попавший сюда в числе военнопленных в Первую мировую войну; здесь он вступил в Коммунистическую партию. Во время Великой Отечественной войны был начальником штаба полка. После освобождения родины вернулся в Венгрию, где занимал посты министра внутренних дел и посла в Китае и Корее. В 1967 году, незадолго до смерти, он приезжал в Любим.